# Club Sportivo Belgrano
Il Club Sportivo Belgrano, noto semplicemente come Sportivo Belgrano, è una società calcistica argentina con sede nella città di San Francisco, nella provincia di Córdoba. Milita nel Torneo Federal A, la terza serie del calcio argentino.